# Live in Italy
Live in Italy – druga płyta długogrająca duetu The Communards – Jimmy Somerville i Richard Coles wydana w 1986 r. i będąca zapisem koncertu w Torino. Wydano ją w niewielkim nakładzie w formie "picture-disk" pod numerem katalogowym Com 0986.

## Lista utworów
1. Disenchanted, muzyka i słowa Jimmy Somerville
2. When the Walls Come Tumbling Down,
3. Lover Man, Jimmy Davis, Roger "Ram" Ramirez, Jimmy Sherman
4. Heaven's Above, muzyka i słowa Jimmy Somerville i Richard Coles
5. La Dolarosa, muzyka i słowa Jimmy Somerville
6. You Are My World, muzyka i słowa Jimmy Somerville i Richard Coles
7. Don't Slip Away, muzyka i słowa Jimmy Somerville i Richard Coles
8. Breadline Britain, muzyka i słowa Jimmy Somerville i Richard Coles
9. Tracks of My Tears,
10. Don't Leave Me This Way, Kenny Gamble, Cary Gilbert, Leon Huff